# Liste der U-Bahnhöfe in Mailand
Die Liste der U-Bahnhöfe in Mailand beschreibt alle an den vier Linien der Metropolitana di Milano gelegenen Bahnhöfe der oberitalienischen Stadt Mailand.

Netzplan; M4 projektiert für 2022

## Stammstrecke M1 Sesto Maggio – Pagano
Die Einweihung der Stammstrecke der Linie  im Jahr 1964 war zugleich die Eröffnung der Metropolitana di Milano. In Pagano verzweigt sie sich in einen nordwestlichen und einen südwestlichen Ast. Die architektonische Ausstattung wurde bei allen Bahnhöfen der Linie M1 – wie auch die der Linie M2 – von den Architekten Franco Albini und Franca Helg und vom Grafiker Bob Noorda entworfen. Der Linie M1 ist die Kennfarbe Rot zugewiesen: Rosso
| Station            | Inbetriebnahmen  | Umstieg                                   | u/o | Gleise  | Lage |
| ------------------ | ---------------- | ----------------------------------------- | --- | ------- | ---- |
| Sesto 1º Maggio FS | 1. November 1964 | S- und Regionalbahnhof, Bus               | u   | 3 (M+S) | ⊙    |
| Sesto Rondò        | 1. November 1964 | –                                         | u   | 2 (S)   | ⊙    |
| Sesto Marelli      | 1. November 1964 | –                                         | u   | 2 (S)   | ⊙    |
| Villa San Giovanni | 1. November 1964 | Bus                                       | u   | 2 (S)   | ⊙    |
| Precotto           | 1. November 1964 | Straßenbahn, Bus                          | u   | 2 (S)   | ⊙    |
| Gorla              | 1. November 1964 | Bus                                       | u   | 2 (S)   | ⊙    |
| Turro              | 1. November 1964 | –                                         | u   | 2 (S)   | ⊙    |
| Rovereto           | 1. November 1964 | –                                         | u   | 2 (S)   | ⊙    |
| Pasteur            | 1. November 1964 | –                                         | u   | 2 (S)   | ⊙    |
| Loreto             | 1. November 1964 | , Obus, Bus                               | u   | 2 (S)   | ⊙    |
| Lima               | 1. November 1964 | Bus                                       | u   | 2 (S)   | ⊙    |
| Porta Venezia      | 1. November 1964 | S-Bahnhof, Straßenbahn                    | u   | 2 (S)   | ⊙    |
| Palestro           | 1. November 1964 | –                                         | u   | 2 (S)   | ⊙    |
| San Babila         | 1. November 1964 | Bus                                       | u   | 2 (S)   | ⊙    |
| Duomo              | 1. November 1964 | , Straßenbahn, Bus                        | u   | 2 (S)   | ⊙    |
| Cordusio           | 1. November 1964 | Bus                                       | u   | 2 (S)   | ⊙    |
| Cairoli            | 1. November 1964 | Straßenbahn, Bus                          | u   | 2 (S)   | ⊙    |
| Cadorna FN         | 1. November 1964 | S- und Regionalbahnhof , Straßenbahn, Bus | u   | 2 (S)   | ⊙    |
| Conciliazione      | 1. November 1964 | Straßenbahn, Bus                          | u   | 2 (S)   | ⊙    |
| Pagano             | 1. November 1964 | Bus                                       | u   | 2 (S)   | ⊙    |

### Erweiterung Pagano – Rho Fieramilano
| Station         | Inbetriebnahmen    | Umstieg                            | u/o | Gleise | Lage |
| --------------- | ------------------ | ---------------------------------- | --- | ------ | ---- |
| Buonarroti      | 1. November 1964   | –                                  | u   | 2 (S)  | ⊙    |
| Amendola        | 1. November 1964   | Bus                                | u   | 2 (S)  | ⊙    |
| Lotto           | 1. November 1964   | , OBus, Bus                        | u   | 2 (S)  | ⊙    |
| QT8             | 8. November 1975   | Bus                                | u   | 2 (S)  | ⊙    |
| Lampugnano      | 12. April 1980     | Bus                                | u   | 2 (S)  | ⊙    |
| Uruguay         | 12. April 1980     | –                                  | u   | 2 (S)  | ⊙    |
| Bonola          | 12. April 1980     | Bus                                | u   | 2 (S)  | ⊙    |
| San Leonardo    | 12. April 1980     | –                                  | u   | 2 (S)  | ⊙    |
| Molino Dorino   | 28. September 1986 | Bus                                | u   | 2 (S)  | ⊙    |
| Pero            | 14. Dezember 2005  | Bus                                | u   | 2 (S)  | ⊙    |
| Rho Fieramilano | 14. Dezember 2005  | S-, Regional- und Fernbahnhof, Bus | u   | 2 (S)  | ⊙    |

### Erweiterung Pagano – Bisceglie
| Station     | Inbetriebnahmen | Umstieg                | u/o | Gleise | Lage |
| ----------- | --------------- | ---------------------- | --- | ------ | ---- |
| Wagner      | 2. April 1966   | Bus                    | u   | 2 (S)  | ⊙    |
| De Angeli   | 2. April 1966   | Straßenbahn, OBus, Bus | u   | 2 (S)  | ⊙    |
| Gambara     | 2. April 1966   | Bus                    | u   | 2 (S)  | ⊙    |
| Bande Nere  | 18. April 1975  | Bus                    | u   | 2 (S)  | ⊙    |
| Primaticcio | 18. April 1975  | Bus                    | u   | 2 (S)  | ⊙    |
| Inganni     | 18. April 1975  | Bus                    | u   | 2 (S)  | ⊙    |
| Bisceglie   | 21. März 1992   | Bus                    | u   | 2 (S)  | ⊙    |

## M2 Assago – Cascina Gobba
Die Strecke der Linie  wurde 1969 in Betrieb genommen. Die architektonische Ausstattung wurde bei allen Bahnhöfen der Linie M2 – wie auch die der Linie M1 – von den Architekten Franco Albini und Franca Helg und vom Grafiker Bob Noorda vorgenommen. Der Linie M2 ist die Kennfarbe Grün zugewiesen: Verde
| Station                  | Inbetriebnahmen    | Umstieg                                                 | u/o | Gleise      | Lage |
| ------------------------ | ------------------ | ------------------------------------------------------- | --- | ----------- | ---- |
| Assago Milanofiori Forum | 20. Februar 2011   | Bus                                                     | u   | 2 (S)       | ⊙    |
| Assago Milanofiori Nord  | 20. Februar 2011   | –                                                       | u   | 2 (S)       | ⊙    |
| Abbiategrasso            | 17. März 2005      | Straßenbahn, OBus, Bus                                  | u   | 2 (S)       | ⊙    |
| Famagosta                | 1. November 1994   | Bus                                                     | u   | 2 (M)       | ⊙    |
| Romolo                   | 13. April 1985     | S-Bahnhof, Bus                                          | u   | 2 (S)       | ⊙    |
| Porta Genova FS          | 30. Oktober 1983   | Regionalbahnhof, Straßenbahn, Bus                       | u   | 2 (S)       | ⊙    |
| Sant’Agostino            | 30. Oktober 1983   | Straßenbahn                                             | u   | 2 (S)       | ⊙    |
| Sant’Ambrogio            | 30. Oktober 1983   | Bus                                                     | u   | 2 (S)       | ⊙    |
| Cadorna FN               | 3. März 1978       | S- und Regionalbahnhof, , Straßenbahn, Bus              | u   | 2 (S)       | ⊙    |
| Lanza                    | 3. März 1978       | Straßenbahn, Bus                                        | u   | 2 (S)       | ⊙    |
| Moscova                  | 3. März 1978       | –                                                       | u   | 2 (S)       | ⊙    |
| Garibaldi FS             | 21. Juli 1971      | S-, Regional- und Fernbahnhof, , Straßenbahn, OBus, Bus | u   | 2 (S)       | ⊙    |
| Gioia                    | 21. Juli 1971      | Bus                                                     | u   | 2 (M)       | ⊙    |
| Centrale FS              | 27. April 1970     | Fern- und Regionalbahnhof, , Straßenbahn, Bus           | u   | 2 (S)       | ⊙    |
| Caiazzo                  | 27. September 1969 | Straßenbahn, OBus                                       | u   | 2 (S)       | ⊙    |
| Loreto                   | 27. September 1969 | , Obus, Bus                                             | u   | 2 (S)       | ⊙    |
| Piola                    | 27. September 1969 | OBus, Bus                                               | u   | 2 (M)       | ⊙    |
| Lambrate FS              | 27. September 1969 | S- und Regionalbahnhof, Straßenbahn, Obus, Bus          | u   | 2 (M)       | ⊙    |
| Udine                    | 27. September 1969 | Bus                                                     | u   | 2 (S)       | ⊙    |
| Cimiano                  | 27. September 1969 | –                                                       | o   | 2 (M)       | ⊙    |
| Crescenzago              | 27. September 1969 | Bus                                                     | o   | 2 (M)       | ⊙    |
| Cascina Gobba            | 27. September 1969 | People Mover, Bus                                       | o   | 4 (2×S + M) | ⊙    |
| Vimodrone                | 4. Dezember 1972   | –                                                       | o   | 2 (S)       | ⊙    |
| Cascina Burrona          | 4. Dezember 1972   | Bus                                                     | o   | 2 (S)       | ⊙    |
| Cernusco sul Naviglio    | 4. Dezember 1972   | Bus                                                     | o   | 2 (S)       | ⊙    |
| Villa Fiorita            | 4. Dezember 1972   | Straßenbahn, Bus                                        | o   | 2 (S)       | ⊙    |
| Cassina de' Pecchi       | 4. Dezember 1972   | –                                                       | o   | 2 (S)       | ⊙    |
| Bussero                  | 4. Dezember 1972   | –                                                       | o   | 2 (S)       | ⊙    |
| Villa Pompea             | 4. Dezember 1972   | –                                                       | o   | 2 (S)       | ⊙    |
| Gorgonzola               | 4. Dezember 1972   | –                                                       | o   | 2 (S)       | ⊙    |
| Cascina Antonietta       | 13. April 1985     | –                                                       | o   | 2 (S)       | ⊙    |
| Gessate                  | 13. April 1985     | Bus                                                     | o   | 2 (S)       | ⊙    |

### M2 Abzweig Cascina Gobba – Cologno Nord
Die Stichstrecke zweigt in Cascina Gobba ab und wurde am 7. Juni 1981 in Betrieb genommen.
| Station        | Inbetriebnahmen | Umstieg           | u/o | Gleise      | Lage |
| -------------- | --------------- | ----------------- | --- | ----------- | ---- |
| Cascina Gobba  | 7. Juni 1981    | People Mover, Bus | o   | 4 (2×S + M) | ⊙    |
| Cologno Sud    | 7. Juni 1981    | Bus               | o   | 2 (S)       | ⊙    |
| Cologno Centro | 7. Juni 1981    | Straßenbahn, Bus  | o   | 2 (S)       | ⊙    |
| Cologno Nord   | 7. Juni 1981    | Straßenbahn, Bus  | o   | 3 (2×M)     | ⊙    |

## M3 Comasina – San Donato
Die Strecke der Linie  ging 1990 in Betrieb und wurde bis 2011 an beiden Enden mehrfach erweitert. Der Linie M3 ist die Kennfarbe Gelb zugewiesen: Giallo
| Station        | Inbetriebnahmen   | Umstieg                                       | u/o | Gleise | Lage |
| -------------- | ----------------- | --------------------------------------------- | --- | ------ | ---- |
| Comasina       | 26. März 2011     | Bus                                           | u   | 2 (S)  | ⊙    |
| Affori FN      | 26. März 2011     | S- und Regionalbahnhof, Bus                   | u   | 2 (S)  | ⊙    |
| Affori Centro  | 26. März 2011     | Bus                                           | u   | 2 (S)  | ⊙    |
| Dergano        | 26. März 2011     | Straßenbahn, Bus                              | u   | 2 (S)  | ⊙    |
| Maciachini     | 8. Dezember 2003  | Straßenbahn, Bus                              | u   | 2 (S)  | ⊙    |
| Zara           | 16. Dezember 1995 | , Straßenbahn, Obus, Bus                      | u   | 2 (S)  | ⊙    |
| Sondrio        | 12. März 1991     | Obus, Bus                                     | u   | 2 (S)  | ⊙    |
| Centrale FS    | 1. Mai 1990       | Fern- und Regionalbahnhof, , Straßenbahn, Bus | u   | 2 (S)  | ⊙    |
| Repubblica     | 1. Mai 1990       | S-Bahnhof, Straßenbahn, Bus                   | u   | 2 (M)  | ⊙    |
| Turati         | 1. Mai 1990       | Straßenbahn, Bus                              | u   | 2 (S)  | ⊙    |
| Montenapoleone | 1. Mai 1990       | Straßenbahn, Bus                              | u   | 2 (S)  | ⊙    |
| Duomo          | 1. Mai 1990       | , Straßenbahn, Bus                            | u   | 2 (S)  | ⊙    |
| Missori        | 16. Dezember 1990 | Straßenbahn, Bus                              | u   | 2 (S)  | ⊙    |
| Crocetta       | 16. Dezember 1990 | , Straßenbahn, Bus                            | u   | 2 (S)  | ⊙    |
| Porta Romana   | 16. Dezember 1990 | Straßenbahn, Bus                              | u   | 2 (S)  | ⊙    |
| Lodi TIBB      | 12. Mai 1991      | S-Bahnhof Porta Romana, Straßenbahn, Bus      | u   | 2 (S)  | ⊙    |
| Brenta         | 12. Mai 1991      | Bus                                           | u   | 2 (M)  | ⊙    |
| Corvetto       | 12. Mai 1991      | OBus, Bus                                     | u   | 2 (M)  | ⊙    |
| Porto di Mare  | 12. Mai 1991      | Bus                                           | u   | 2 (S)  | ⊙    |
| Rogoredo FS    | 12. Mai 1991      | S-, Regional- und Fernbahnhof, Bus            | u   | 2 (S)  | ⊙    |
| San Donato     | 12. Mai 1991      | Bus                                           | u   | 2 (S)  | ⊙    |

## M4 Linate Aeroporto – San Cristoforo
Der erste Abschnitt der Linie  ausgehend vom Flughafen Linate in Richtung Stadtmitte soll mit 6 Stationen im Herbst 2022 in Betrieb gehen, eine Fortsetzung mit 2 Stationen im Frühjahr 2023 und der umfangreichste Streckenabschnitt mit 13 Stationen im Herbst 2024. Eine zusätzliche Verlängerung mit 2 Stationen könnte, falls sie umgesetzt wird, ab dem Jahr 2026 hinzukommen. Der Linie M4 ist die Kennfarbe Dunkelblau zugewiesen: Blu
[veraltet]
| Station            | Inbetriebnahmen | Umstieg                     | u/o | Gleise | Lage |
| ------------------ | --------------- | --------------------------- | --- | ------ | ---- |
| Linate Aeroporto   |                 |                             |     |        | ⊙    |
| Repetti            |                 |                             |     |        | ⊙    |
| Stazione Forlanini |                 | S-Bahnhof, Straßenbahn, Bus |     |        | ⊙    |
| Argonne            |                 |                             |     |        | ⊙    |
| Susa               |                 |                             |     |        | ⊙    |
| Dateo              |                 | S-Bahnhof                   |     |        | ⊙    |

## M5 Bignami – San Siro Stadio
Die Strecke der Linie  ging als bisher letzte am 10. Februar 2013 in Betrieb und wurde nach Süden hin in den beiden folgenden Jahren mehrfach erweitert. Einige Stationen entlang der Strecke wurden noch später eröffnet. Der Linie M5 ist die Kennfarbe Fliederfarben zugewiesen: Lilla
| Station            | Inbetriebnahmen  | Umstieg                                                 | u/o | Gleise | Lage |
| ------------------ | ---------------- | ------------------------------------------------------- | --- | ------ | ---- |
| Bignami            | 10. Februar 2013 | Straßenbahn, Bus                                        | u   | 2 (S)  | ⊙    |
| Ponale             | 10. Februar 2013 | Straßenbahn, Bus                                        | u   | 2 (S)  | ⊙    |
| Bicocca            | 10. Februar 2013 | Straßenbahn, Bus                                        | u   | 2 (S)  | ⊙    |
| Ca' Granda         | 10. Februar 2013 | Straßenbahn, Bus                                        | u   | 2 (S)  | ⊙    |
| Istria             | 10. Februar 2013 | Straßenbahn, Bus                                        | u   | 2 (S)  | ⊙    |
| Marche             | 10. Februar 2013 | Straßenbahn                                             | u   | 2 (S)  | ⊙    |
| Zara               | 10. Februar 2013 | , Straßenbahn, Obus, Bus                                | u   | 2 (S)  | ⊙    |
| Isola              | 1. März 2014     | –                                                       | u   | 2 (S)  | ⊙    |
| Garibaldi FS       | 1. März 2014     | S-, Regional- und Fernbahnhof, , Straßenbahn, OBus, Bus | u   | 2 (M)  | ⊙    |
| Monumentale        | 29. April 2015   | Straßenbahn, Bus                                        | u   | 2 (S)  | ⊙    |
| Cenisio            | 29. April 2015   | Straßenbahn                                             | u   | 2 (M)  | ⊙    |
| Gerusalemme        | 29. April 2015   | –                                                       | u   | 2 (M)  | ⊙    |
| Domodossola        | 29. April 2015   | S- und Regionalbahnhof, Straßenbahn, Bus                | u   | 2 (M)  | ⊙    |
| Tre Torri          | 29. April 2015   | –                                                       | u   | 2 (M)  | ⊙    |
| Portello           | 29. April 2015   | Bus                                                     | u   | 2 (M)  | ⊙    |
| Lotto              | 29. April 2015   | , OBus, Bus                                             | u   | 2 (M)  | ⊙    |
| Segesta            | 29. April 2015   | Straßenbahn, Bus                                        | u   | 2 (M)  | ⊙    |
| San Siro Ippodromo | 29. April 2015   | Straßenbahn                                             | u   | 2 (S)  | ⊙    |
| San Siro Stadio    | 29. April 2015   | Straßenbahn, Bus                                        | u   | 2 (S)  | ⊙    |

## Weiterführende Informationen